# Armeegruppe Balck
De Armeegruppe Balck was een Duitse Armeegruppe (Nederlands: Legergroepering) in de Tweede Wereldoorlog. De Armeegruppe voerde het bevel over het 6e Duitse Leger en het 3e Hongaarse Leger en kwam in actie in Hongarije in 1944/45.

## Krijgsgeschiedenis
Op 23 december 1944 werd de Armeegruppe Fretter-Pico omgedoopt in Armeegruppe Balck doordat General Maximilian Fretter-Pico vervangen was door General Hermann Balck.
De Armeegruppe Balck nam daarmee het front over van de Slovaaks-Hongaarse grens tot het Balatonmeer. Armeegruppe Balck voerde begin 1945 drie offensieven uit om te proberen het omsingelde Boedapest te ontzetten: Operaties Konrad I, II en III. Geen van allen slaagden daarin. Vervolgens nam de Armeegruppe deel aan Operatie Frühlingserwachen, maar dat kwam al snel tot stilstand. Op 16 maart startten de Sovjets hun offensief en de Duisters moesten meteen overal in de defensie. Op de linkerflank werd het 3e Hongaarse Leger praktisch vernietigd door aanvallen van het Sovjet 46e Leger. Om de situatie het hoofd te bieden, besloot Heeresgruppe Süd om posities te wisselen. Het 6e Pantserleger nam het front over van de Armeegruppe en vice versa.
Gezien de vernietiging van het 3e Hongaarse Leger en de positie-wissel, werd op 18 maart 1945 de staf van Armeegruppe Balck weer gewoon staf 6e Leger.

## Commandanten
| Rang                        | Naam          | Begin            | Eind          |
| --------------------------- | ------------- | ---------------- | ------------- |
| Generaal der Pantsertroepen | Hermann Balck | 23 december 1944 | 18 maart 1945 |